# ポム・デ・アスカー

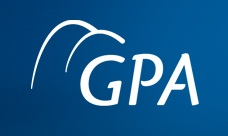
GPA

ポム・デ・アスカー（GPA）はブラジル・サンパウロに本社を置く小売企業である。GPA名義でニューヨーク証券取引所、サンパウロ証券取引所に上場している。社名はリオデジャネイロ湾のポン・ヂ・アスーカル山（Pão de Açúcar）に由来する。

## 概要
現在、ブラジル国内に7つのブランドを用いることで、スーパーマーケット（Pão de Açúcarブランドで196店舗、CompreBemブランドで165店舗、Sendasブランドで63店舗)、ハイパーマーケット（Extra Hipermercadosブランドで72店舗）、ホームセンター（Extra Eletroブランドで55店舗）、また、Ponto Frio、Casas Bahiaブランドを展開し、1,015の店舗を運営している。
サンパウロ、リオデジャネイロ、ブラジリア、フォルタレザ、クリチバ、レシフェの各都市に物流拠点を設けている。